# 국도 제145호선 (일본)

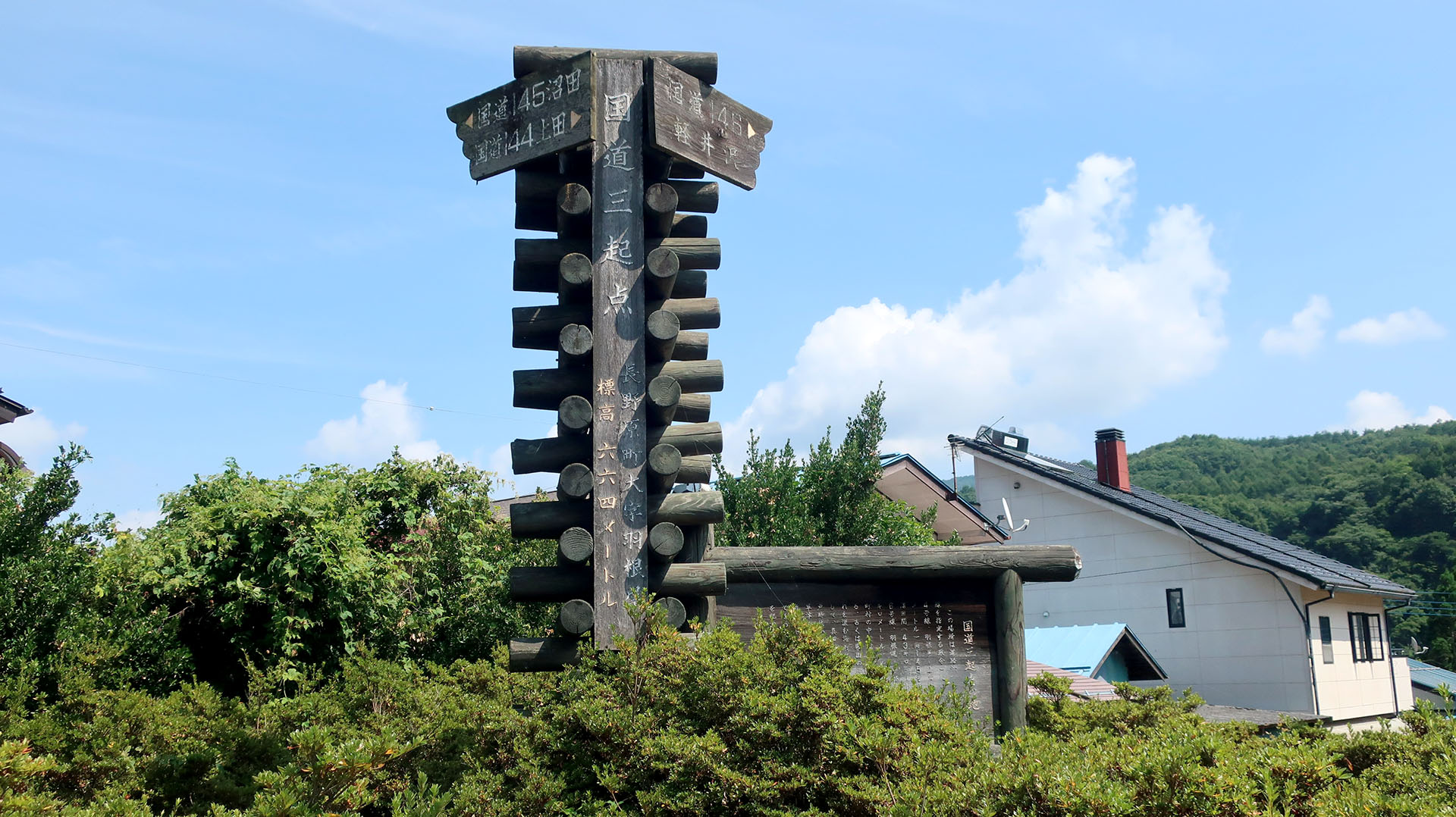
기점인 국도 3기점 관련 안내탑
아가쓰마군 나가노하라정 하네오 교차로

국도 145호선의 종점
군마현 누마타시 시모카와다마치 교차로

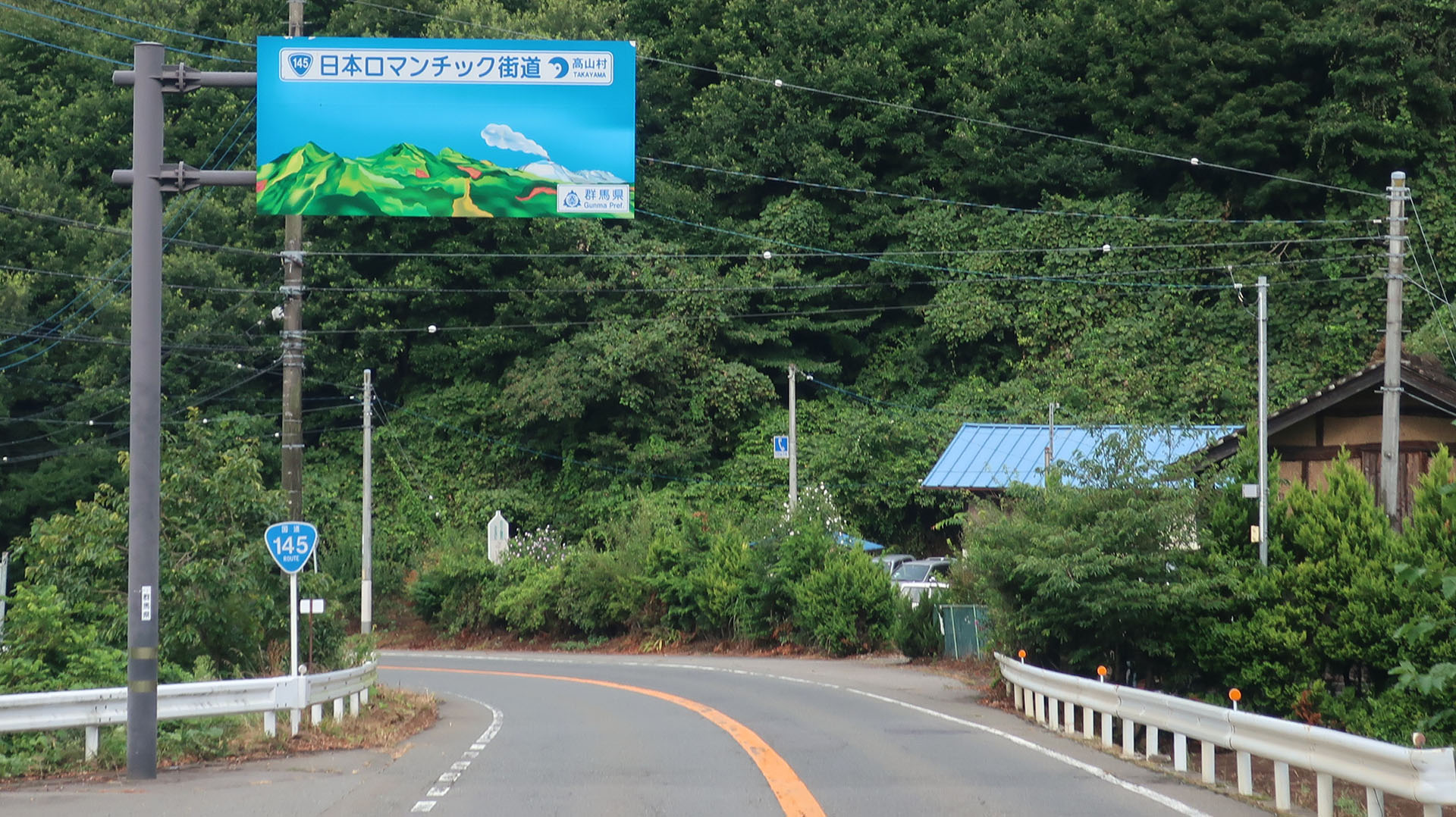
일본 로맨틱 가도의 표지
아가쓰마군 나가노하라정 나가노하라

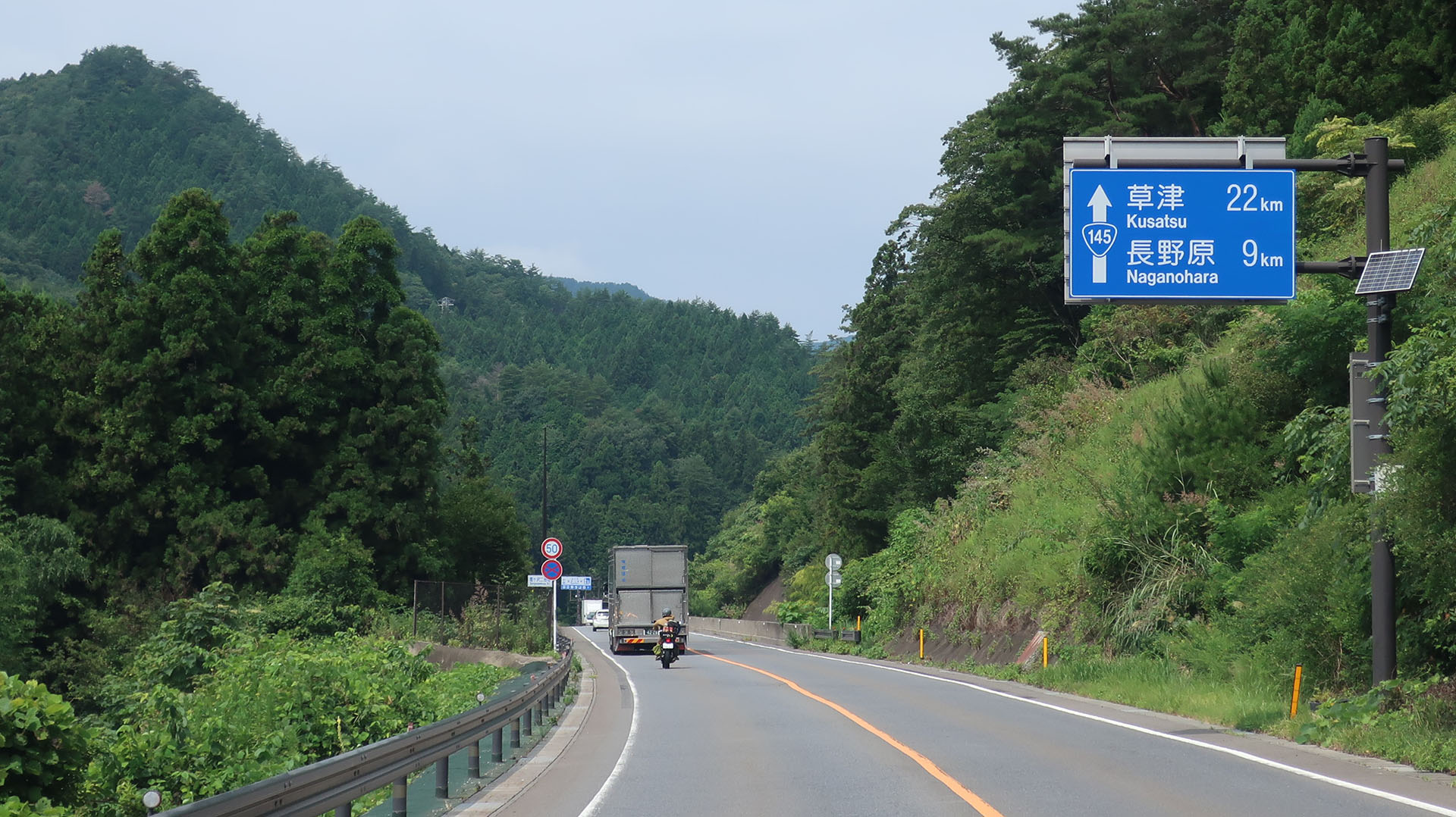
얀바 바이패스
아가쓰마군 히가시아가쓰마정 마쓰야

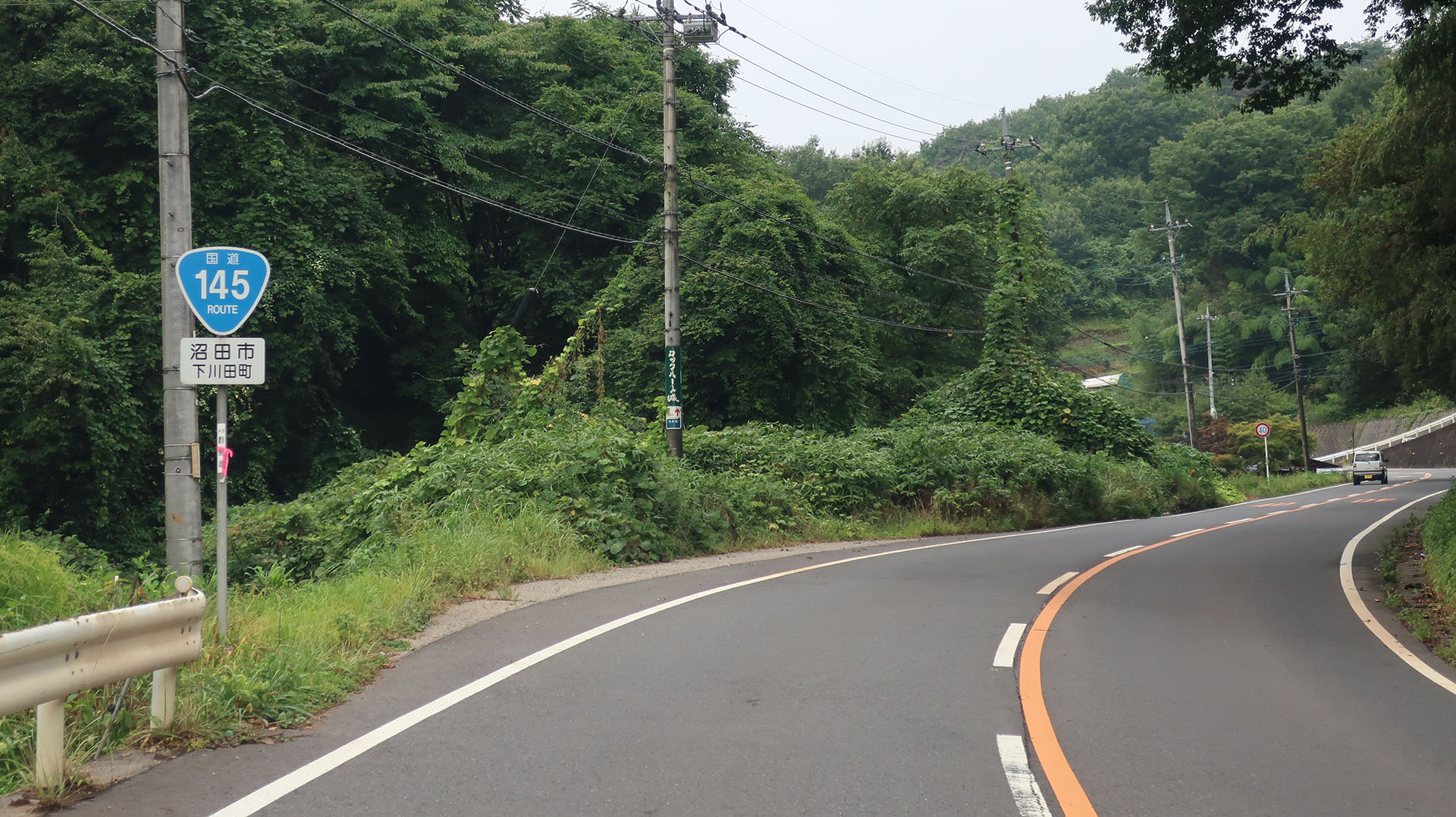
군마현 누마타시 시모카와다마치
2020년 8월 촬영

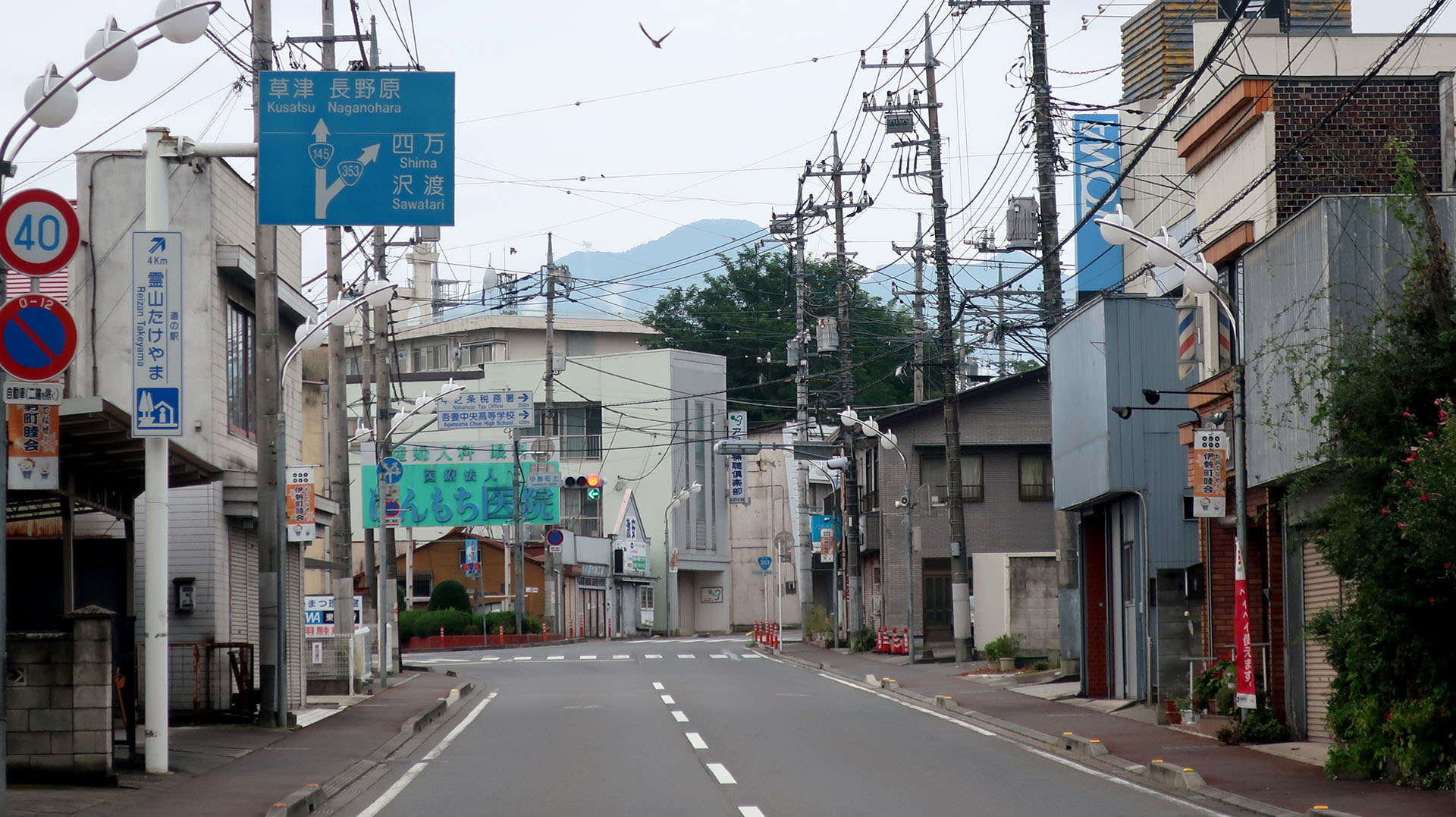
국도 353호선과의 분기
군마현 아가쓰마군 나카노조정 이세마치

국도 제145호선(일본어: 国道145号 こくどう145ごう[*])은 군마현 아가쓰마군 나가노하라정 하네오 교차로에서 출발하여 누마타시 시모카와다마치 교차로까지 이르는 일본의 일반 국도이다.

## 개요
기점인 군마현의 나가노하라정 하네오에서 나카노조정을 경유하여 계속 동진한 다음 아가쓰마강, JR 동일본 아가쓰마선과 병행하여 해당 도로는 같이 연결된다. 나카노조정 이세마치에서는 양쪽 모두 벗어난 상태에서, 다카야마촌 및 곤켄 고개를 거친 뒤 종점에서는 누마타정 시모카와다마치의 국도 제17호선과의 교점에 이르는 노선이며, 전 구간에 걸쳐 군마현 안에 놓여 있다.
또한 이 국도는 나가노하라정 오쓰 교차로에는 현도(바이패스)와 구도의 두 길목으로 분기한다. 나가노하라정 오쓰 교차로에서 히가시아가쓰마정 마쓰야까지 이어주는 구도는 얀바 댐의 완공으로 인해 일부 구간이 댐 호수에 의해 수몰당함에 따라 도로가 분단되었기 때문에, 대체 도로인 바이패스가 별도로 건설되었고, 2011년 12월부로 모든 바이패스의 구간이 완전히 개통되었다. 이를 계기로 2014년 11월에는 나가노하라정을 통과하는 구도의 일부 구간이 공용 폐지와 동시에 통행이 금지되며, 그 이후의 댐이 완공되었을 때까지는 공사 차량용 도로를 사용하였다.

### 노선 정보
일반 국도의 노선을 지정하고 있는 정령에 의거한 기종점 및 경유지는 다음과 같다.
- 기점 : 군마현 아가쓰마군 나가노하라정 (하네오 교차로 = 국도 제144호선·국도 제146호선(일본어판)과의 교점 및 국도 제406호선(일본어판)상)
- 종점 : 누마타시 (시모카와다마치 교차로 = 국도 제17호선·국도 제291호선(일본어판)과의 교점 및 국도 제120호선·국도 제401호선(일본어판)과의 종점)
- 중요한 경과지 : 군마현 아가쓰마군 나카노조정
- 총 연장 : 60.2 km
- 중용 연장 : 없음
- 미공용 연장 :  없음
- 실제 연장 : 60.2 km
- 현도 : 45.2 km
- 구도 : 0.4 km
- 신도 : 14.6 km
- 지정 구간 : 없음

## 역사
- 1953년 (쇼와 28년) 5월 18일 - 2급 국도 145호 나가노하라 누마타선(군마현 아가쓰마군 나가노하라정 ~ 도네군 가와다정[A])으로 지정 시행
- 1965년 (쇼와 40년) 4월 1일 - 도로법이 개정됨에 따라 1급과 2급의 구분을 없애고 일반 국도 145호선으로 지정 시행

## 노선 개황

### 통칭
- 일본 로맨틱 가도(일본어판) (전 구간) ※ 구도 구간도 포함됨.

### 바이패스
- 지역 고규격 도로(일본어판, 중국어판) 조신 자동차도(일본어판)
  - 얀바 바이패스(일본어판)
  - 아가쓰마니시 바이패스(일본어판) (사업중)

### 중복 구간
- 국도 제406호선(일본어판) (기점 - 나가노하라정 오쓰·오쓰 교차로)
- 국도 제353호선(일본어판) (나카노조정 이세마치·이세마치카미 교차로 - 이세마치시모 교차로)

### 도로 시설

#### 미치노에키
- 얀바후루사토칸(일본어판)
- 아가쓰마쿄(일본어판)

## 지리

### 통과하는 지자체
- 군마현
  - 아가쓰마군 나가노하라정 - 아가쓰마군 히가시아가쓰마정 - 아가쓰마군 나카노조정 - 아가쓰마군 다카야마촌 - 누마타시

### 접촉하는 도로
국도
- 국도 제292호선(일본어판)
- 국도 제353호선(일본어판)
- 국도 제406호선(일본어판)

도도부현도
- 군마현도 제378호선
- 군마현도 제375호선
- 군마현도 제377호선
- 군마현도 제376호선
- 군마현도 제237호선
- 군마현도 제28호선
- 군마현도 제234호선
- 군마현도 제58호선
- 군마현도 제236호선
- 군마현도 제232호선
- 군마현도 제231호선
- 군마현도 제36호선
- 군마현도 제253호선

### 주요 고개
- 곤켄 고개 (다카야마촌 나카야마 - 누마타시 이마이마치)